# Dipartimento di Rivas
Il dipartimento di Rivas è uno dei 15 dipartimenti del Nicaragua, il capoluogo è la città di Rivas.

## Comuni
1. Altagracia
2. Belén
3. Buenos Aires
4. Cárdenas
5. Moyogalpa
6. Potosí
7. Rivas
8. San Jorge
9. San Juan del Sur
10. Tola